# Tonalea, Arizona
Tonalea je naseljeno područje za statističke svrhe u američkoj saveznoj državi Arizona. Prema popisu stanovništva iz 2010. u njemu je živjelo 549 stanovnika.